# Guandi
Cette page contient des caractères spéciaux ou non latins. S’ils s’affichent mal (▯, ?, etc.), consultez la page d’aide Unicode.

Divinisation de Guan Yu, personnage historique de l'époque des Trois royaumes et héros de Histoire des Trois Royaumes, Guandi est l'un des dieux les plus populaires de la religion chinoise. Élevé au rang de bodhisattva par le bouddhisme, il a été érigé en modèle de vertu par le confucianisme, qui voit en lui le « saint guerrier » (wusheng 武聖) faisant pendant au « saint lettré » (wensheng 文聖) Confucius.
En effet, le personnage de Guan Yu tel qu’il apparait dans l’histoire et la littérature incarne toutes les vertus traditionnelles, particulièrement la fidélité (à la parole donnée, à l’empereur, aux amis), l’esprit chevaleresque, le courage et la maîtrise de soi.
Comme tous les dieux chinois, il possède plusieurs noms correspondant aux différents titres accordés par l'administration impériale au cours des dynasties successives, ou aux fonctions particulières qui lui sont attribuées par tel ou tel courant religieux, comme le taoïsme ou le confucianisme.
Guan Yu fut déifié dès la dynastie des Sui (588 - 618) et est toujours vénéré en Chine, aussi bien comme divinité chinoise que comme divinité bouddhiste ou divinité gardienne du taoïsme et même confucéenne.
En Occident, Guan Yu est parfois appelée « Dieu taoïste de la guerre ». Cependant, il diffère des divinités guerrières comme Mars ou Tyr par le fait qu’il ne bénit pas forcément ni exclusivement les combattants, mais ceux qui font preuve de fraternité et de droiture.

## Culte général
On appelle souvent Guan Yu « Empereur Guan » , diminutif de son titre complet de « Saint Empereur Guan ». Des temples qui lui sont exclusivement dédiés peuvent être trouvés un peu partout dans le monde chinois. Certains d'entre eux, comme celui de Xiezhou, ont la forme d'un palais, en référence à son statut d'empereur.
La divinisation après sa mort d'un personnage exceptionnel est courante en Chine. La popularité du dieu peut être reconnue officiellement par les souverains en lui octroyant un titre. L'ascension de Guan Yu à la position d'empereur divin s'est faite par étapes. Quatre décennies après sa mort, il reçut de Liu Shan, deuxième empereur du Shu, le titre de marquis de Zhuangmou. Sous les Song, l'Empereur Huizong le nomma duc de Zhonghui, puis plus tard « prince », position confirmée en 1187 sous le règne de l'Empereur Xiaozong et par l'empereur Wenzong des Yuan, lorsque les Mongols eurent défait les Song.
C'est en 1614, sous les Ming, qu'il reçut le titre « d'empereur » octroyé par Wanli, confirmé en 1644 sous les Qing par l'empereur Shunzhi.
On attribuait souvent à Guan Yu des succès militaires. Sous les Ming, il aurait aidé la flotte de l'empereur fondateur Zhu Yuanzhang lors de la bataille de Boyang. En 1402, Zhu Di lança un coup d'État contre son neveu, l'empereur Jianwen, déclarant avoir été béni par l'esprit de Guan Yu. À la fin du XVIe siècle, on lui a attribué l'échec de l'invasion japonaise de la Corée tentée par Toyotomi Hideyoshi. La maison impériale mandchoue de la dynastie Qing était associée aux qualités martiales de Guan Yu. Au XXe siècle, Guan Yu fut vénéré par le seigneur de la guerre Yuan Shikai, président, puis brièvement empereur de Chine.
Guan Yu est toujours vénéré par les gens du commun. À Hong-Kong, il trône sur un petit autel dans tous les commissariats de police ; bien qu'il ne s'agisse pas d'une obligation, la plupart des policiers chinois le révèrent. De façon assez ironique, bien des membres des triades ainsi que le clan Hung le vénèrent aussi. Selon la croyance populaire chinoise, un code de l'honneur incarné en Guan Yu existe dans l'autre monde. À Hong-Kong, on l'appelle souvent Yi gor , « deuxième grand frère » en cantonais, en référence au serment de fraternité du roman de l'Histoire des Trois Royaumes. Guan Yu est également vénéré par les hommes d'affaires et les commerçants en tant que dieu de la richesse et « saint patron », étant donné qu'il est censé bénir la droiture et protéger des fourbes.

## Culte taoïste
On vénère Guan Yu en tant que Saint Empereur Guan  et divinité soumettant les démons. Les taoïstes ont commencé à lui vouer un culte à partir de la deuxième moitié du XIIe siècle, sous la dynastie Song. Selon la légende, le lac salé de Xiezhou perdait peu à peu de sa salinité et produisait de moins en moins de sel. L’Empereur Huizong fit appeler le Maître céleste Zhang Jixian, descendant de Zhang Daoling, afin d'enquêter sur les causes. Le maître déclara qu'il s'agissait d'un méfait de Chi You, une divinité de la guerre. Il invoqua l'aide de Guan Yu pour affronter Chi You et le lac retrouva sa production habituelle. L'Empereur conféra à Guan Yu le titre d'Immortel de Chongning , l'introduisant officiellement comme divinité taoïste. Au début de la dynastie des Ming, le 42e Maître céleste, Zhang Zhengchang, enregistra l'événement dans le Livre du lignage des Maîtres célestes des Hans , premier classique taoïste à mentionner cette légende.
De nos jours, ce sont les pratiques taoïstes qui sont les plus courantes dans le culte de Guan Yu. Beaucoup des temples qui lui sont dédiés présentent une forte coloration taoïste. Tous les ans, lors du 13e jour du cinquième mois lunaire, son anniversaire divin, une procession a lieu en son honneur.

## Culte Bouddhique
Dans le bouddhisme, on honore Guan Yu comme bodhisattva et protecteur du Dharma. On l'appelle Bodhisattva Sangharama, « temple » en sanscrit, ce qui fait de Guan Yu le gardien du temple. Sa statue est en général située à gauche de l'autel principal, face à son homologue, le Bodhisattva Skanda.
Selon les récits bouddhiques, Guan Yu se manifesta avec un cortège d'autres esprits une nuit de 592 devant le maître Tripitaka Zhiyi, fondateur de l'école bouddhique Tiantai, qui était alors en méditation sur le mont Yuquan. Lorsque Guan Yu eut reçu son enseignement, il obtint les Cinq Préceptes et devint le gardien des temples et du Dharma. Selon d'autres légendes, Guan Yu aida Zhiyi dans la construction du temple Yuquan qui existe encore de nos jours.

## Autres
Guandi est un des dieux de la religion syncrétiste Ikuan Tao